# Jomfru Ane Band
Jomfru Ane Band var ett danskt rockband från Ålborg. De två sångerskorna, tvillingsystrarna Sanne (1952–2011) och Rebecca Brüel (född 1952), döttrar till Max och Birgit Brüel, stod i centrum för detta band som hade en framträdande ställning på den politiska musikscenen i Danmark.
År 1963 bildades Jomfru Ane Teatret som en alternativ liten scen vid Ålborg Teater. År 1973 fick Jomfru Ane Teatret kollektivt ledarskap och det var denna grupp som kom att utgöra grundvalen för Jomfru Ane Band. Man gjorde en rad teaterpjäser för såväl barn som vuxna, vilka innehöll mycket musik och 1976 beslutade man att ge ut en LP. Denna blev en oväntat stor framgång och man beslutade därför att bilda ett riktigt band, vilket kom att turnera runt till festivaler och andra evenemang. Kort efter utgivningen av deras femte LP (1982) upplöstes dock bandet.  Bland deras låtar märks "Plutonium", "Rebild '76", "Rock me, baby" och "Asfaltballet".

## Medlemmar
- Rebecca Brüel (sång, klaver)
- Sanne Brüel (sång, gitarr, klaver)
- Jan Ettrup (gitarr)
- Carsten Bang (sång, gitarr)
- Thomas Carlsen (bas)
- Claus Flygare (textförfattare)
- Bjørn Uglebjerg (trummor)
- Ulla Tvede Eriksen (trummor)
- Hans Holbroe (saxofon)

--
- Niels Pedersen (sax)
- Thomas Grue (gitarr)
- Peter Ingemann (cello)
- Anders Gårdmand (sax)
- Joachim Ussing (bas)

## Diskografi
- Jomfru Ane/Brødristeren (1976)
- Stormfulde højder (1977)
- Rock me baby (1978)
- Blodsugerne (1980)
- Bag din ryg (1982)
- Hej igen (återutgivning, 2002)